# Boladé Apithy
Boladé Rudy Apithy (* 21. August 1985 in Dijon) ist ein französischer Säbelfechter.

## Erfolge
Boladé Apithy sicherte sich bei den Europameisterschaften 2008 in Kiew seine erste internationale Medaille, als er mit der Mannschaft den zweiten Platz belegte. 2009 wurde er mit ihr in Plowdiw Dritter. Diese Platzierung gelang ihm ein Jahr darauf bei den Europameisterschaften in Leipzig auch im Einzel. Bei den Europameisterschaften 2011 in Legnano und 2012 in Antalya wurde er im Einzel jeweils Vizeeuropameister. Beide Male unterlag er dabei im Finale Alexei Jakimenko.
2012 gab Apithy in London sein Olympiadebüt. Dabei trat er lediglich im Einzel an, da die französische Mannschaft sich nicht qualifizieren konnte. Mit 11:15 schied er bereits in seinem ersten Gefecht gegen den Belarussen Aljaksandr Bujkewitsch aus. Bei den Mittelmeerspielen 2013 in Mersin gewann Apithy im Einzel eine Bronzemedaille. Seine zweite Olympiateilnahme folgte bei den 2021 ausgetragenen Olympischen Spielen 2020 in Tokio, erneut lediglich im Einzel. Wie schon 2012 kam er jedoch nicht über die erste Runde hinaus, diesmal scheiterte er mit 13:15 an dem Iraner Mohammad Rahbari. Die Europameisterschaften 2022 in Antalya beendete Apithy in der Einzelkonkurrenz auf dem dritten Platz. Ein Jahr darauf gewann er bei den Europaspielen in Krakau mit Maxime Pianfetti, Sébastien Patrice und Tom Seitz im Mannschaftswettbewerb die Goldmedaille.
Bei den Olympischen Spielen 2024 in Paris gelang Apithy in der Einzelkonkurrenz mit einem 15:13-Erfolg gegen András Szatmári aus Ungarn erstmals ein Auftaktsieg. Im anschließenden Duell gegen Farès Arfa aus Kanada schied er allerdings mit 8:15 aus. Im Mannschaftswettbewerb erreichte er hingegen gemeinsam mit Maxime Pianfetti, Sébastien Patrice und Jean-Philippe Patrice das Halbfinale, nachdem in der ersten Runde Ägypten mit 45:41 besiegt wurde. Im Halbfinale unterlagen die Franzosen der Équipe Südkoreas mit 39:45, sodass sie gegen den Iran das abschließende Gefecht um Bronze bestritten. Dieses gewannen sie deutlich mit 45:25.
Für seinen olympischen Medaillengewinn erhielt Apithy am 24. September 2024 das Ritterkreuz des Ordre national du Mérite. Er absolvierte ein Sportmanagementstudium am INSEP.
Im Oktober 2021 heiratete er seine Freundin Manon Brunet, die ebenfalls als Fechterin international aktiv ist. Sein Bruder Yémi Apithy war ebenfalls Fechter.